# Liste der Monuments historiques in Aubrives
Die Liste der Monuments historiques in Aubrives führt die Monuments historiques in der französischen Gemeinde Aubrives auf.

## Liste der Objekte
| Bezeichnung                                         | Beschreibung                                          | Standort                        | Kennzeichnung | Schutzstatus | Datum | Bild |
| --------------------------------------------------- | ----------------------------------------------------- | ------------------------------- | ------------- | ------------ | ----- | ---- |
| Büste Heiliger Mauritius                            | Holz, farbig gefasst, 17. Jahrhundert; 2009 gestohlen | in der Kirche St-Maurice (Lage) | PM08000027    | Classé       | 1967  |      |
| Epitaph der Familie Dauxbrebis                      | Marmor, bezeichnet 1642                               | in der Kirche St-Maurice (Lage) | PM08000030    | Classé       | 1967  |      |
| Skulpturengruppe Heiliger Rochus mit Engel und Hund | Holz, farbig gefasst, 17. Jahrhundert; 2009 gestohlen | in der Kirche St-Maurice (Lage) | PM08000028    | Classé       | 1967  |      |
| Zwei Gemälde: Anbetung der Könige und Abendmahl     | Ölfarbe auf Leinwand, 1657                            | in der Kirche St-Maurice (Lage) | PM08000029    | Classé       | 1967  |      |